# Sigma d'Hèrcules
Sigma d'Hèrcules (σ Herculis) és un estel a la constel·lació d'Hèrcules de magnitud aparent +4,20. S'hi troba a 314 anys llum del sistema solar.

## Característiques
Sigma d'Hèrcules és un estel blanc-blavós de tipus espectral B9V que ha finalitzat la seva etapa com a estel de la seqüència principal. Té una temperatura efectiva de 10.294 K i una lluminositat 236 vegades superior a la lluminositat solar. La mesura directa del seu diàmetre angular, 0,48 mil·lisegons d'arc, permet avaluar el seu radi, i aquest és unes cinc vegades més gran que el radi solar. Gira sobre si mateix molt de pressa, i la seva velocitat de rotació és igual o major de 294 km/s. El seu contingut metàl·lic és molt semblat al solar ([Fe/H] = +0,03). Posseeix una massa 3,3 vegades major que la massa solar i la seva edat és d'aproximadament 700 milions d'anys.
Sigma d'Hèrcules és un estel binari resolt per interferometria amb un període orbital de 14,65 anys. La seva companya estel·lar, 3,5 magnituds més tènue, té una massa de 1,84 masses solars. A més, el satèl·lit IRAS ha revelat que Sigma Herculis s'hi troba envoltada per un disc circumestel·lar de pols. El radi del disc és de 157 ua i la seva temperatura de 80 K.